# جانالين كاستيلينو
جانالين كاستيلينو (إنجليزي: Janalynn Castelino ) هي مغنية وكاتبة أغاني وممثلة وطبيبة إيطالية-هندية ، ولدت في 18 أكتوبر 1998.

## حياتها
قدمت جانالين كاستيلينو مظهرها الموسيقي في سن مبكرة جدًا بالدراما والحفلات الموسيقية. كانت تدرس الطب في الوقت الذي عادت فيه لزيارة الموسيقى مع إصدار أغلفة الأغاني الشعبية على موقع يوتيوب. اشتهرت بصوتها البوب والصوفي. أكملت تعليمها كطبيبة.

## روابط خارجية
- جانالين كاستيلينو على موقع IMDb (الإنجليزية)
- جانالين كاستيلينو على موقع ميوزك برينز (الإنجليزية)
- جانالين كاستيلينو على موقع أول ميوزيك (الإنجليزية)